# Focke-Wulf Fw 44

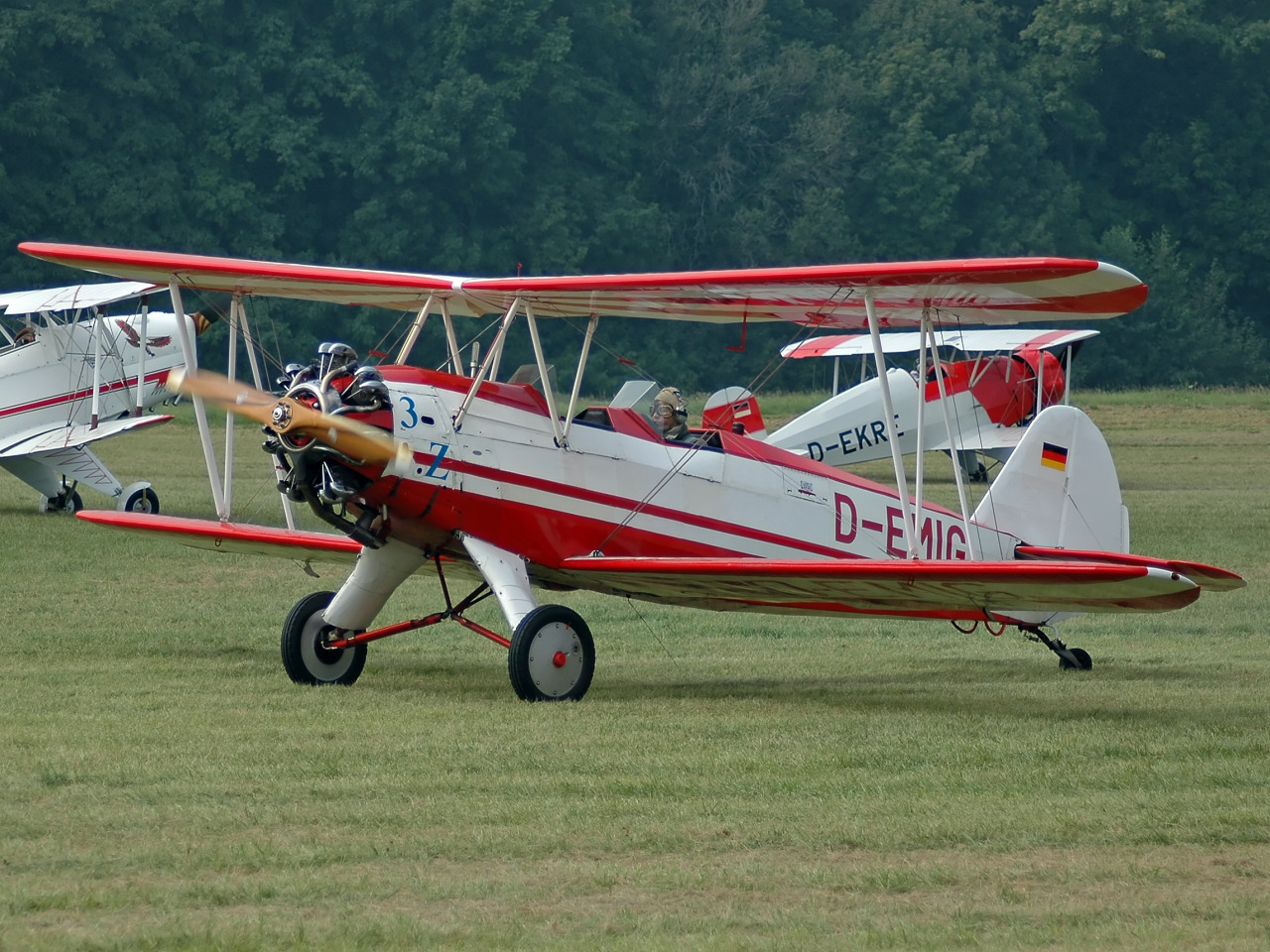
Um Focke-Wulf Fw 44J restaurado.

O Focke-Wulf Fw 44 foi um avião biplano, monomotor alemão de dois lugares, conhecido como Stieglitz ("Pintassilgo"). Ele foi produzido pela Focke-Wulf como avião de treinamento e de voo esportivo. Ele foi construído sob licença em vários outros países.

## Histórico
O primeiro protótipo voou em 1932. Depois de muitos testes e modificações, o Fw 44 definitivo, provou ter um excelente comportamento no ar.
Um segundo modelo, o Fw 44B, utilizava um motor Argus As 8 de quatro cilindros em linha invertido refrigerado à ar de 120 hp. Essa disposição do motor e o sistema de refrigeração, deram ao nariz do avião um formato mais aerodinâmico.
A partir do modelo Fw 44C até o Fw 44J, ele usava motores radiais de 7 cilindros, desde o Siemens-Halske Sh 14 de 125 hp, até a versão Sh 14a de 160 hp respectivamente.

## Variantes

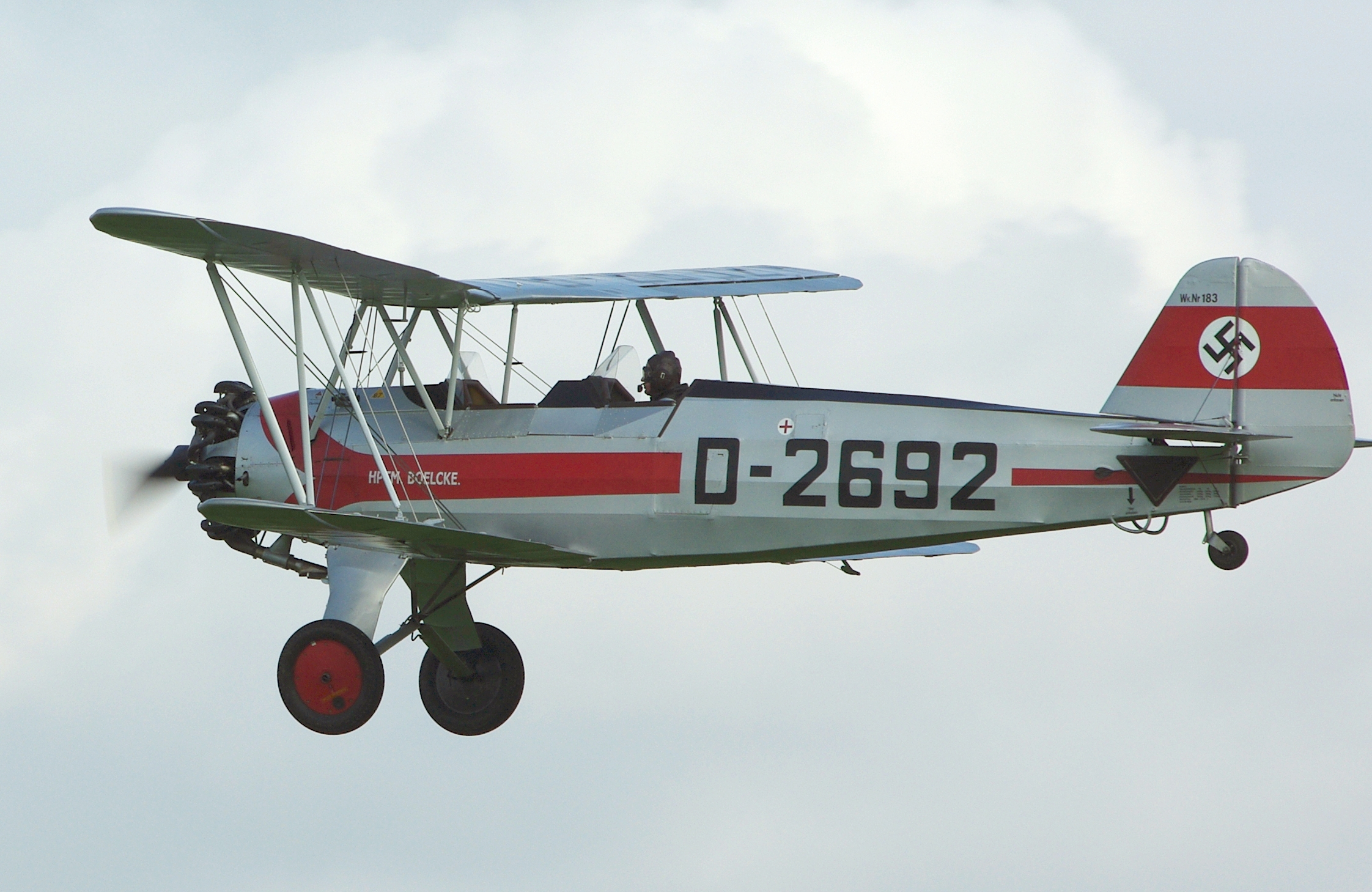
o Fw 44 J G-STIG em Old Warden, 2008.

Fw 44B

Fw 44C
Principal versão de produção, equipada com um motor radial de 7-cilindros Siemens-Halske Sh 14.
Fw 44D

Fw 44E

Fw 44F

Fw 44J
Última versão produzida, equipada com um motor radial de 7-cilindros Siemens-Halske Sh 14a.